# Senecio laticipes
Senecio laticipes là một loài thực vật có hoa trong họ Cúc. Loài này được Bruyns miêu tả khoa học đầu tiên năm 1992.